# Rickard Rydell

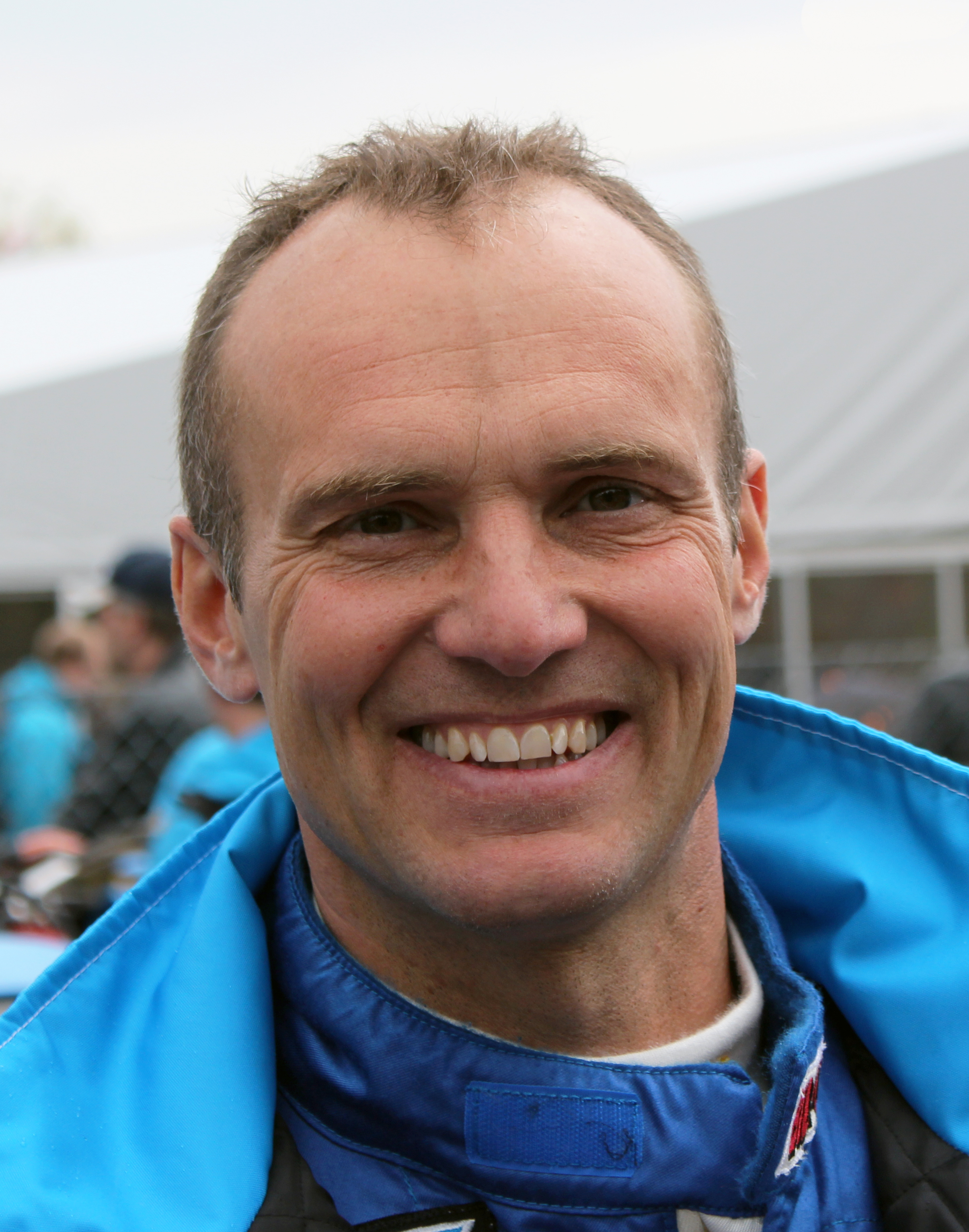
Rickard Rydell 2012

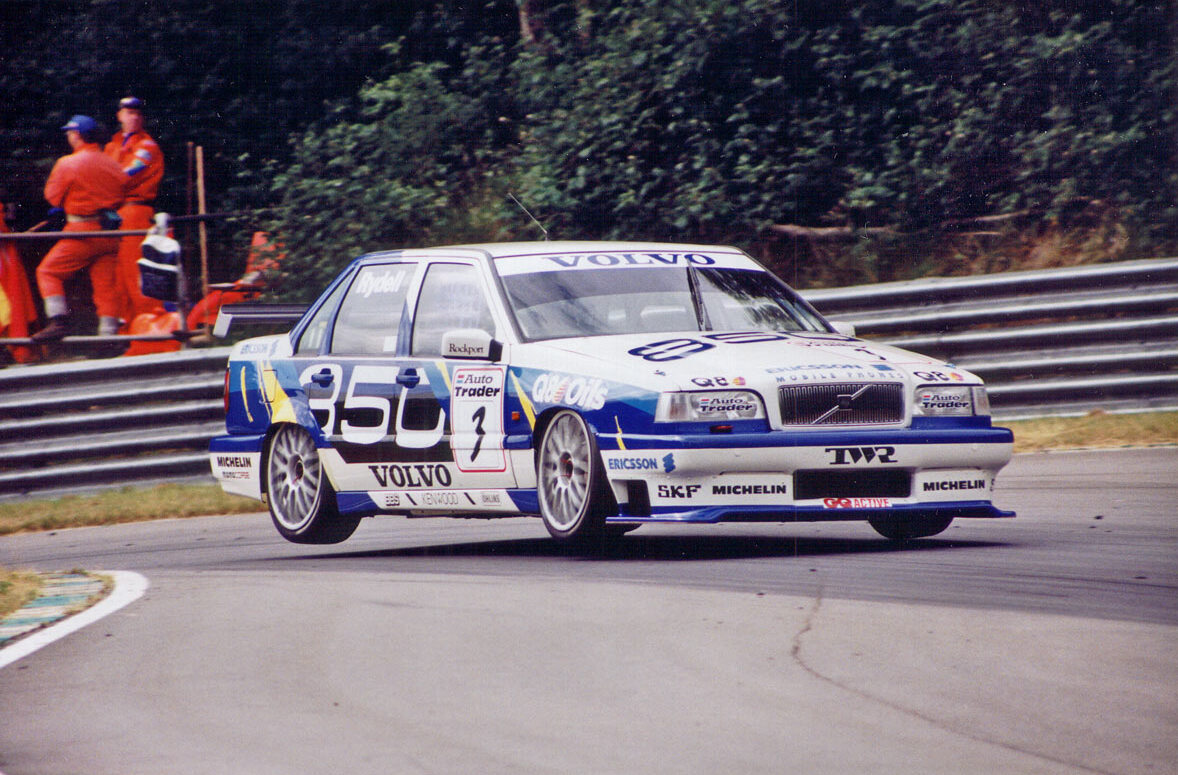
Richard Rydell im Volvo, bei einem Rennen zur britischen Tourenwagenmeisterschaft 1996

John Rickard Rydell (* 22. September 1967 in Stockholm) ist ein ehemaliger schwedischer Automobilrennfahrer.

## Karriere
Er startete mit dem Rennsport in einem Kart und gewann in dieser Kategorie die schwedische Meisterschaft in den Jahren 1984 und 1985. Ab dem Jahr 1986 fuhr er in der schwedischen und ab 1989 in der britischen Formel 3. In dieser Serie startete er für das Team von Eddie Jordan, gewann in Thruxton ein Rennen und wurde Gesamtdritter der Meisterschaft. 1990 ging er in der britischen Formel-3000-Meisterschaft an den Start und wurde Vierter in der Gesamtwertung. In diesem Jahr fuhr er außerdem in einem Gruppe-C1-Porsche in Japan. 1991 kehrte er in die britische Formel 3 zurück und holte einen Sieg und die Pole-Position für den prestigeträchtigen Macau Grand Prix. Im folgenden Jahr startete er in der japanischen Formel 3, in der er Gesamtdritter wurde, und gewann den Macau Grand Prix. 1993 wurde er Zweiter der japanischen Formel-3-Meisterschaft.
1994 wechselte er zu den Tourenwagen in die BTCC und fuhr dort einen Volvo 850 Kombi. Das Team wechselte zur Saison 1995 zur Limousine des Volvo 850 und Rydell holte in 13 von 24 Rennen die Pole-Position. Aber einige langsame Starts bewirkten, dass er nur vier Rennen gewinnen konnte und in der Meisterschaft den dritten Platz erreichte, genau wie in der darauffolgenden Saison. 1997 gewann er nur ein Rennen, aber 1998 konnte er sich den BTCC-Titel sichern und gewann auch die Bathurst 1000, bei denen er sich mit Jim Richards einen Volvo S40 teilte. In den Jahren 1999 und 2000 wurde er jeweils Dritter der BTCC in einem Ford.
2001 wartete er auf die Fertigstellung seines Volvo für die Tourenwagen-Europameisterschaft (ETCC) und fuhr zwischenzeitlich in einem Ferrari 550 Maranello Rennen in der FIA-GT-Meisterschaft.
In der ETCC trat er 2002 mit Werksunterstützung und 2003 als Privatfahrer an. 2005 folgte ein Wechsel zu Seat. Dieser Marke blieb er bis 2009 treu. Im Jahr 2010 trat Rydell nicht an.

## Statistik

### Le-Mans-Ergebnisse
| Jahr | Team                | Fahrzeug                  | Teamkollege   | Teamkollege    | Platzierung            | Ausfallgrund |
| ---- | ------------------- | ------------------------- | ------------- | -------------- | ---------------------- | ------------ |
| 1990 | Team Schuppan       | Porsche 962C              | Wayne Taylor  | Hurley Haywood | Rang 12                |              |
| 2002 | Prodrive            | Ferrari 550 GTS Maranello | Alain Menu    | Tomáš Enge     | Ausfall                | Feuer        |
| 2004 | Prodrive Racing     | Ferrari 550 GTS Maranello | Colin McRae   | Darren Turner  | Rang 9                 |              |
| 2007 | Aston Martin Racing | Aston Martin DBR9         | David Brabham | Darren Turner  | Rang 5 und Klassensieg |              |

### Sebring-Ergebnisse
| Jahr | Team     | Fahrzeug              | Teamkollege | Teamkollege | Platzierung | Ausfallgrund |
| ---- | -------- | --------------------- | ----------- | ----------- | ----------- | ------------ |
| 2002 | Prodrive | Ferrari 550 Maranello | Tomáš Enge  | Alain Menu  | Rang 28     |              |